# Elizabeth Murray (artista)
Elizabeth Murray (Chicago, Illinois, 6 de septiembre de 1940 - 12 de agosto de 2007) fue una pintora, grabadora y dibujante estadounidense. Sus obras se encuentran en muchas de las principales colecciones públicas, incluyendo las del Museo Solomon R. Guggenheim, el Museo Hirshhorn y Jardín de Esculturas, el Museo de Arte Moderno de Nueva York, el Museo Whitney de Arte Estadounidense, el Museo de Arte Moderno de San Francisco, y el Instituto de Arte de Chicago.
Murray se graduó en la Escuela del Instituto de Arte de Chicago en 1958-1962. Obtuvo su máster en bellas artes en el Mills College en 1964. Siendo estudiante, recibió la influencia de pintores desde Cézanne a Robert Rauschenberg y Jasper Johns.
En 1967, Murray se trasladó a Nueva York y su primera exposición es de 1971 en la exposición anual del Museo Whitney. Una de sus primeras obras de madurez fue Children Meeting, 1978 (actualmente en la colección permanente del Whitney), un óleo sobre lienzo evocando características humanas, personalidades, o puro sentimiento a través de una interacción de formas no figurativas, colores y líneas.
En 1999 Murray recibió el premio de la Fundación MacArthur (también conocida como la "genius grant"). Destaca en particular por sus pinturas en shaped canvas (esto es, lienzos con una forma diferente a la tradicional.
Murió a los 66 años, de cáncer de pulmón en 2007.